# The Glory
The Glory (koreanischer Originaltitel: 더 글로리) ist eine südkoreanische Serie, die von Hwa&Dam Pictures für Netflix umgesetzt wurde. Teil 1 der Serie wurde am 30. Dezember 2022 weltweit auf Netflix veröffentlicht, während der zweite Teil am 10. März 2023 zum Streamingdienst hinzugefügt wurde.

## Handlung
Moon Dong-eun wurde während ihrer Schulzeit grausam gemobbt. Jahre später setzt sie ihren ausgeklügelten Racheplan in die Tat um, indem sie die Schuldigen und diejenigen, die wissentlich weggesehen haben, zur Rechenschaft zieht.

## Besetzung und Synchronisation
Die deutschsprachige Synchronisation entstand nach den Dialogbüchern von Nicolai Tegeler, Johanna Magdalena Schmidt und Vasanthi Kuppuswamy sowie unter der Dialogregie von Nicolai Tegeler und Maximilian Pedace durch die Synchronfirma RRP Media in Berlin.
| Rolle                  | Schauspieler     | Synchronsprecher                                        |
| ---------------------- | ---------------- | ------------------------------------------------------- |
| Moon Dong-eun          | Song Hye-kyo     | Linda Stelzner                                          |
| Moon Dong-eun (jung)   | Jung Ji-so       | Angelina Geisler                                        |
| Park Yeon-jin          | Lim Ji-yeon      | Christina Wöllner                                       |
| Park Yeon-jin (jung)   | Shin Ye-eun      | Josephine Martz                                         |
| Joo Yeo-jeong          | Lee Do-hyun      | Jonas Frenz                                             |
| Kang Hyeon-nam         | Yeom Hye-ran     | Andrea Solter                                           |
| Jeon Jae-joon          | Park Sung-hoon   | Michael Kargus                                          |
| Jeon Jae-joon (jung)   | Song Byeong-geun | Paul-Lino Krenz                                         |
| Ha Do-yeong            | Jung Sung-il     | Daniel Kröhnert                                         |
| Lee Sa-ra              | Kim Hieora       | Lisa Mattiuzzo                                          |
| Lee Sa-ra (jung)       | Bae Gang-hee     | Celina Gaschina                                         |
| Choi Hye-jeong         | Cha Joo-young    | Janina Isabell Batoly                                   |
| Choi Hye-jeong (jung)  | Song Ji-woo      | Celina Borko                                            |
| Son Myeong-o           | Kim Gun-woo      | Marc Bluhm                                              |
| Son Myeong-o (jung)    | Seo Woo-hyeok    | Nando Schmitz                                           |
| Kim Jong-moon          | Park Yoon-hee    | Dirk Talaga                                             |
| Kim Soo-han            | Kang Gil-woo     | Imme Aldag                                              |
| Gu Seong-hui           | Song Na-young    | Aliana Schmitz                                          |
| Lee Seok-jae           | Ryu Sung-hyun    | Volker Wackermann                                       |
| Ha Ye-sol              | Oh Ji-yul        | Alma Hintsche                                           |
| Kang Yeong-cheon       | Lee Moo-saeng    | Jakob D’Aprile                                          |
| Chu Jeong-ho           | Heo Dong-won     | Richard Lingscheidt                                     |
| Park Sang-im           | Kim Jung-young   | Franziska Endres (1. Stimme) Carmen Katt (2. Stimme)    |
| Hong Yeong-ae          | Yoon Da-kyung    | Alexandra Kamp (1. Stimme) Daniella Erdmann (2. Stimme) |
| Jeong Mi-hee           | Park Ji-ah       | Katja Schmitz                                           |
| Mutter von Tae-uk      | Shin Yun-sook    | Juana von Jascheroff                                    |
| Mutter von Ha Do-yeong | Oh Min-ae        | Susann Wagner                                           |
| Mutter von Lee Sa-ra   | Kim Sun-hwa      | Denise Zich                                             |
| Shin Yeong-jun         | Lee Hae-young    | Nikolaus Gröbe                                          |
| Detective Choi         | Son Kang-gook    | Martin Gleitze                                          |
| Anwalt Park            | Lee Doo-seok     | Tilmar Kuhn                                             |
| Psychotherapeutin      | Lee Jung-in      | Daniella Erdmann                                        |
| Kim Gyeong-ran         | Ahn So-yo        | Elinor Eidt                                             |

## Episodenliste

### Teil 1
| Nr. (ges.)                                                                               | Nr. (St.) | Deutscher Titel | Originaltitel | Regie      | Drehbuch     |
| ---------------------------------------------------------------------------------------- | --------- | --------------- | ------------- | ---------- | ------------ |
| 1                                                                                        | 1         | Folge 1         | 1화           | Ahn Gil-ho | Kim Eun-sook |
| 2                                                                                        | 2         | Folge 2         | 2화           | Ahn Gil-ho | Kim Eun-sook |
| 3                                                                                        | 3         | Folge 3         | 3화           | Ahn Gil-ho | Kim Eun-sook |
| 4                                                                                        | 4         | Folge 4         | 4화           | Ahn Gil-ho | Kim Eun-sook |
| 5                                                                                        | 5         | Folge 5         | 5화           | Ahn Gil-ho | Kim Eun-sook |
| 6                                                                                        | 6         | Folge 6         | 6화           | Ahn Gil-ho | Kim Eun-sook |
| 7                                                                                        | 7         | Folge 7         | 7화           | Ahn Gil-ho | Kim Eun-sook |
| 8                                                                                        | 8         | Folge 8         | 8화           | Ahn Gil-ho | Kim Eun-sook |
| Alle Folgen von Teil 1 der Serie wurden am 30. Dezember 2022 auf Netflix veröffentlicht. |           |                 |               |            |              |

### Teil 2
| Nr. (ges.)                                                                           | Nr. (St.) | Deutscher Titel | Originaltitel | Regie      | Drehbuch     |
| ------------------------------------------------------------------------------------ | --------- | --------------- | ------------- | ---------- | ------------ |
| 9                                                                                    | 1         | Folge 9         | 9화           | Ahn Gil-ho | Kim Eun-sook |
| 10                                                                                   | 2         | Folge 10        | 10화          | Ahn Gil-ho | Kim Eun-sook |
| 11                                                                                   | 3         | Folge 11        | 11화          | Ahn Gil-ho | Kim Eun-sook |
| 12                                                                                   | 4         | Folge 12        | 12화          | Ahn Gil-ho | Kim Eun-sook |
| 13                                                                                   | 5         | Folge 13        | 13화          | Ahn Gil-ho | Kim Eun-sook |
| 14                                                                                   | 6         | Folge 14        | 14화          | Ahn Gil-ho | Kim Eun-sook |
| 15                                                                                   | 7         | Folge 15        | 15화          | Ahn Gil-ho | Kim Eun-sook |
| 16                                                                                   | 8         | Folge 16        | 16화          | Ahn Gil-ho | Kim Eun-sook |
| Alle Folgen von Teil 2 der Serie wurden am 10. März 2023 auf Netflix veröffentlicht. |           |                 |               |            |              |